# Jan Bouwensz
Jan Bouwensz, auch als Jan Boudynsz und Jan Baldewini bekannt (* um 1452; † 11. März 1514) war zwischen den Jahren  1489 und 1494 Landesadvokat von Holland.

## Vita
Jan Bouwensz studierte um 1467 an der Universität Löwen. Zwischen den Jahren 1471 und 1479 war er Griffier am Hof van Holland. Weitere Tätigkeiten führten in als Notar nach Leiden und im Jahre 1481 als Advocaat-fiscaal an den Hof van Holland, Seeland und West-Friesland nach Den Haag. Zwischen den Jahren 1489 und 1494 wurde er durch die Staaten von Holland als Landesadvokat von Holland angestellt.
Die Abstammung von Jan Bouwensz ist ungewiss. Womöglich war er ein Sohn von Boudijn Jan Boudijnsz, welcher zwischen den Jahren 1441 und 1443 als Schepen von Haarlem genannt wurde. Jan Bouwensz verheiratete sich mit Catharina van Naaldwijk, einer Tochter von Jan van Naaldwijk, Schatzmeister der Stadt Leiden. Es ist nicht mit Gewissheit zu sagen, dass seine Frau Catharina die Mutter seines Sohnes Baldewinus de Haga war, welcher um das Jahr 1470 in Den Haag geboren wurde und im Jahre 1557 verstorben ist. Baldewinus trat als Mönch in das Kloster Egmond ein.